# حسین بن مسعود بغوی
ابومحمد حسین بن مسعود بغوی (متولد ۱۰۴۱ یا ۱۰۴۴ میلادی (۴۳۳ یا ۴۳۶ ه‍. قref>Ziriklī, Khayr al-Dīn. Tartīb al-aʻlām ʻalá al-aʻwām: al-aʻlām.</ref>) و متوفی به سال ۱۱۲۲ (۵۱۶ ه‍. ق) مفسر، عالم حدیث و فقیه شافعی مشهور ایرانی بود. معروف‌ترین اثر وی تفسیر بغوی است. وی همچنین آثار معروف دیگری را نیز شامل شرح السنه، مصباح السنه را نوشته‌است. سایر آثار وی نیز شامل الأنوار فی شمائل النبی المختار، الجمع بین الصحیحین، الأربعین حدیثاً، مجموعة من الفتاوی و التهذیب فی فقه الإمام الشافعی می‌باشند. کتاب مشکات المصابیح اثر محمد بین عبدالله خطیب تبریزی نیز نسخهٔ گسترش یافتهٔ کتاب مصباح السنه است.